# World Series by Nissan 2002
Le championnat de World Series by Nissan 2002 a été remporté par le Brésilien Ricardo Zonta sur une monoplace de l'écurie Gabord Competición.

## Règlement sportif
- L'attribution des points s'effectue selon le barème 20,15,12,10,8,6,4,3,2,1
- L'auteur du meilleur tour en course inscrit 2 points
- Seuls les 14 meilleurs résultats comptent

## Courses de la saison 2002
| Date         | Lieu        | Vainqueur              | Nationalité | Equipe             |
| 12 mai       | Valence     | Ricardo Zonta          | Brésil      | Gabord Competición |
| 12 mai       | Valence     | Franck Montagny        | France      | Racing Engineering |
| 9 juin       | Jarama      | Ricardo Zonta          | Brésil      | Gabord Competición |
| 9 juin       | Jarama      | Ricardo Zonta          | Brésil      | Gabord Competición |
| 23 juin      | Albacete    | Jean-Christophe Ravier | France      | Epsilon by Graff   |
| 23 juin      | Albacete    | Bas Leinders           | Belgique    | KTR                |
| 7 juillet    | Monza       | Bas Leinders           | Belgique    | KTR                |
| 7 juillet    | Monza       | Franck Montagny        | France      | Racing Engineering |
| 31 août      | Magny-Cours | Ricardo Zonta          | Brésil      | Gabord Competición |
| 31 août      | Magny-Cours | Franck Montagny        | France      | Racing Engineering |
| 29 septembre | Barcelone   | Ricardo Zonta          | Brésil      | Gabord Competición |
| 29 septembre | Barcelone   | Ricardo Zonta          | Brésil      | Gabord Competición |
| 20 octobre   | Valence     | Ricardo Zonta          | Brésil      | Gabord Competición |
| 20 octobre   | Valence     | Justin Wilson          | Royaume-Uni | Racing Engineering |
| 1er décembre | Curitiba    | Ricardo Zonta          | Brésil      | Gabord Competición |
| 1er décembre | Curitiba    | Ricardo Zonta          | Brésil      | Gabord Competición |
| 8 décembre   | Interlagos  | Franck Montagny        | France      | Racing Engineering |
| 8 décembre   | Interlagos  | Justin Wilson          | Royaume-Uni | Racing Engineering |

## Classement des pilotes
| Classement | Pilote                 | Pays        | Equipe                    | Nombre de points |
| ---------- | ---------------------- | ----------- | ------------------------- | ---------------- |
| 1er        | Ricardo Zonta          | Brésil      | Gabord Competición        | 270 (294)        |
| 2e         | Franck Montagny        | France      | Racing Engineering        | 204 (222)        |
| 3e         | Bas Leinders           | Belgique    | KTR                       | 184              |
| 4e         | Justin Wilson          | Royaume-Uni | Racing Engineering        | 171 (173)        |
| 5e         | Antonio García         | Espagne     | Campos Motorsport         | 82               |
| 6e         | Jean-Christophe Ravier | France      | Epsilon by Graff          | 81               |
| 7e         | André Couto            | Portugal    | Vergani Racing            | 66               |
| 8e         | Ander Vilariño         | Espagne     | Epsilon by Graff          | 53               |
| 9e         | Narain Karthikeyan     | Inde        | RC Motorsport             | 51               |
| 10e        | Polo Villaamil         | Espagne     | Campos Motorsport         | 41               |
| 11e        | Tuka Rocha             | Brésil      | Gabord Competición        | 39               |
| 12e        | Nicolás Filiberti      | Argentine   | Zele Motorsport           | 32               |
| 13e        | Jonathan Cochet        | France      | GD Racing                 | 30               |
| 14e        | Peter Sundberg         | Suède       | RC Motorsport             | 30               |
| 15e        | Ángel Burgueño (en)    | Espagne     | Meycom                    | 25               |
| 16e        | Rafael Sarandeses      | Espagne     | GD Racing Zele Motorsport | 17               |
| 17e        | Luciano Gomide         | Brésil      | KTR                       | 16               |
| 18e        | Félix Porteiro         | Espagne     | Vergani Racing            | 12               |
| 18e        | Rodrigo Sperafico      | Brésil      | Meycom                    | 12               |
| 20e        | Jaime Melo             | Brésil      | Zele Motorsport           | 9                |
| 21e        | Paul Edwards           | États-Unis  | KTR                       | 7                |
| 21e        | Roberto González       | Mexique     | GD Racing                 | 7                |
| 23e        | Víctor Ordóñez         | Espagne     | Meycom                    | 3                |
| 23e        | Walter Lechner         | Autriche    | Zele Motorsport           | 3                |
| 25e        | Wagner Ebrahim         | Brésil      | GD Racing                 | 3                |
| 26e        | Damien Faulkner        | Irlande     | Zele Motorsport           | 2                |